# Cyklar (musikalbum)
Cyklar är ett musikalbum av Galenskaparna och After Shave, utgivet 1987. Albumet samlar musiken och sketcherna från revyn med samma namn. Albumet har givits ut på LP- och CD-skiva.

## Låtlista
All musik och alla texter är skrivna av Claes Eriksson om inget annat anges.

### CD 1
1. "Början" (Musik: Johann Sebastian Bach) 
  - Koral ur Kantat nr 147 -After Shave, Kerstin och Anders
2. "Orientering" -Claes
3. "Paradiset II" - Galenskaparna, After Shave
4. "Gaser" (Text & musik: Knut Agnred och Claes Eriksson)-Kerstin, Jan, Knut och Per
5. "Himla Hamlet" -Galenskaparna och Knut
6. "Alla Rosa" - Peter, Per, Knut och Galenskaparna
7. "Herrboutiquen" -Jan, Per och Peter
8. "Bocken" - Anders och Kerstin
9. "Kontakt" -Peter och Kerstin
10. "Samtal vid ett hål" -Anders och Per
11. "Dum text" (Musik: K. Agnred) -After Shave och Kerstin

### CD 2
1. "Kontrollanten" -Claes och Anders
2. "Under en filt i Madrid" - Claes
3. "Tennis" - Anders och Kerstin
4. "Snillen spekulerar" (Musik: Glenn Miller) 
  - Originaltitel: "Moonlight Serenade" - After shave
5. "Göstas hjärna" - Galenskaparna
6. "Vi vill ha det som det var" - After Shave och Anders
7. "Idyll" -Claes och Kerstin
8. "Cyklar + Cyklar" Anders och After shave + Galenskaparna och After shave

## Medverkande musiker
- Charles Falk - Kapellmästare, klaviatur
- Anders Lindblom - Saxofon, flöjt
- Lars Moberg - Gitarr
- Lars Risberg - Bas
- Stig Persson - Trumpet
- Totte Päivärinta - Trummor